# Antonio Tagliani
Antonio Tagliani (Campagnola di Bedizzole, Província de Brescia, 12 d'abril de 1941) va ser un ciclista italià. Com amateur guanyà una medalla d'or, al Campionat del Món en contrarellotge per equips de 1962.

## Palmarès
- 1962
  -  Campió del món en contrarellotge per equips (amb Mario Maino, Dino Zandegu i Danilo Grassi)
- 1963
  - Vencedor de 2 etapes a la Copa de la Pau